# Garcirrey
Garcirrey is een gemeente in de Spaanse provincie Salamanca in de regio Castilië en León met een oppervlakte van 84,25 km². Garcirrey telt 69 inwoners (1 januari 2016).

## Demografische ontwikkeling
Bron: INE, 1857-2011: volkstellingen
Opm.: In 1910 werd de gemeente Casasola de la Encomienda aangehecht